# Dmitri Prigov
Dmitri Aleksandrovitch Prigov (en russe : Дми́трий Алекса́ндрович При́гов, 5 novembre 1940 à Moscou - 16 juillet 2007 à Moscou) est un poète, un écrivain et un artiste russe.

## Biographie
Sorti de l'école d'art et d'industrie Stroganov en 1966, Dmitri Prigov travaille au Département de l'architecture de Moscou en 1966-1974.
Considéré comme dissident pendant l'ère de l'Union soviétique il a été envoyé dans un hôpital psychiatrique en 1986. Libéré grâce à la mobilisation de l'intelligentsia il commence à participer aux expositions en 1987. En 1988, a lieu sa première exposition personnelle aux États-Unis.  
Mort des suites d'un infarctus du myocarde dans un hôpital de Moscou, il est enterré au cimetière Donskoï.
En 2017, ses œuvres sont exposées lors du projet Kollektsia d'art soviétique et russe des années 1950-2000 au centre Pompidou.

## Traduit en français
- Dmitri Prigov, Moscou est ce qu'elle est, Tr. par Christine Zeytounian-Beloüs, Éditions Caractères, Paris, 2005  (ISBN 978-2-854-46378-1), 114 p. [4].